# كيث نيل
كيث نيل (بالإنجليزية: Keith Neale)‏ (19 يناير 1935 في المملكة المتحدة - ) هو لاعب كرة قدم بريطاني في مركز الهجوم. لعب مع برمنغهام سيتي ونادي غاينسبورو ترينيتي ونادي كيترينغ تاون ولينكولن سيتي أف سي ونادي بوسطن يونايتد.